# NGC 5390
NGC 5390 (NGC 5371) je prečkasta spiralna galaktika u zviježđu Velikom medvjedu. Naknadno je utvrđeno da je NGC 5371 ista galaktika.

## Vanjske poveznice
- (engl.) SEDS: NGC 5390
- (engl.) Revidirani Novi opći katalog
- (engl.) Izvangalaktička baza podataka NASA-e i IPAC-a
- (engl.) Astronomska baza podataka SIMBAD
- (engl.) VizieR
- DSS-ova slika NGC 5390  Arhivirana inačica izvorne stranice od 6. ožujka 2016. (Wayback Machine)